# Francisco Sanz Baldoví
Francisco Sanz Baldoví (Anna, 31 de mayo de 1872 -Valencia, 8 de octubre 1939) fue un guitarrista, cantante y ventrílocuo español.

## Los comienzos
Sanz, hijo de Dolores Baldoví y Rafael Sanz, nació en Anna en la calle de en Medio número 5 el miércoles 31 de mayo de 1872.
La tradición cuenta que Francisco Sanz, aprendió a tocar la guitarra de oído, posiblemente junto a alguno de aquellos músicos que formaban parte de la primitiva banda de música.  Aunque la mayoría de los autores hablan de sus años de estudio de guitarra con profesores como Francisco Tárrega, y Joaquín García de la Rosa.
Igualmente participó como espectador y como intérprete en las sesiones de teatro que organizaba el Círculo Recreativo la Unión que, a modo de ateneo cultural e instructivo, se creó en la localidad a comienzos de la década de 1880. Posiblemente en una de estas representaciones, cuando tenía diecinueve años, asistió a su primer espectáculo de ventriloquía. Cuentan los que le conocieron que aquella función marcó su futuro de manera decisiva; sabía que es lo que quería hacer, aunque probablemente, todavía no sabía cómo hacerlo.
Las inquietudes culturales y la necesidad de buscar fortuna tras el fallecimiento de sus padres le llevaron en 1894, a los 22 años de edad, a salir del pueblo y buscar nuevos horizontes.
Así en 1894 empezó a trabajar en la compañía de zarzuela del Teatro Princesa de Valencia y efectuó representaciones como transformista bajo el nombre de Camaleonte.
Antes de esta fecha, que marcará su destino posterior, encontramos muestras de su carácter emprendedor, ya que aparece como socio fundador de la Sociedad Recreativa de Anna en el año de 1892. Los deseos de desarrollar sus aptitudes artísticas y sus circunstancias vitales le llevaron a Valencia, logrando que Antonio Díaz, empresario en aquella época del Teatro Ruzafa, le admitiese como tenor cómico y monologuista. El Ruzafa fue una escuela en la que aquel muchacho de pueblo se hizo actor profesional en poco menos de tres años. Como si de una historia de opereta se tratase la enfermedad del tenor titular hizo que en poco tiempo tuviera la oportunidad de debutar con éxito.
A finales de 1901 empezó sus ensayos como ventrílocuo y encargó al escultor Francisco Boví (Valencia, 1877–Zaragoza, 1947) que le hiciera nuevos muñecos. Debutó en Gandía (Valencia) en 1902, presentando ocho autómatas que cantaban y hablaban.
Su éxito fue inmediato, y recibió muchas felicitaciones con las del maestro Tárrega. De este modo aumentó el número de muñecos con la ayuda del escultor Francisco Boví y del mecánico Lorenzo Mataix, que le permitieron ampliar la gama de muñecos y autómatas a escala humana con gran perfección en sus articulaciones, a los que hacía hablar con voz diferente. Cuatro se conservan todavía en muy buen estado y pueden ser visitados en el Museo Internacional de Títeres de Albaida (MITA).
Este éxito le da una gran popularidad que le llevaron a realizar giras por toda España, y llegar a ser invitado en 1911 para actuar en Madrid en el Palacio Real ante el rey Alfonso XIII y su familia, en un festival benéfico que tuvo lugar el 17 de junio, al que intervino también Jacinto Benavente, entre otras personalidades.
También llevó a cabo giras por el extranjero (1912 por América del Sur), y alrededor de 1918 filmó en los estudios Hispano Films de Barcelona una película dirigida por Maximiliá Thous, titulada Sanz y el secreto de su arte (que se estrenó en Alicante en 1920 y más trad en Madrid, Barcelona, Valencia y otras ciudades importantes tanto de España como de Iberoamérica), mostrando el manejo y mecanismo de sus autómatas en una especie de docudrama. Una copia de esta película ha sido restaurada recientemente por la Filmoteca de la Generalitat Valenciana, tras ser dada por la hija del artista.

## Su carrera

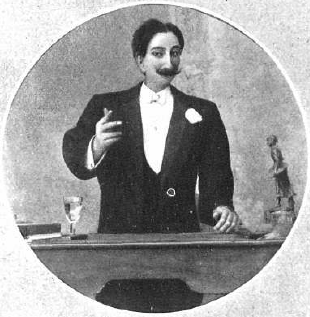
Frey Volt, una de las creaciones de Sanz

Consolidada su trayectoria en el Ruzafa decide lanzarse a montar su propio espectáculo. En 1897 debuta en un festival de Gandía con el monólogo «Oratoria fin de siglo». Este espectáculo era básicamente un ejercicio de transformismo en el que Sanz utilizaba su facilidad para imitar voces y la facultad de deslocalizar el sonido de su voz en el escenario para mantener la tensión escénica. Después de esta etapa, entró a formar parte del Circo Alegría, donde obtuvo sonados éxitos y que sobre todo, le ayudó a extender y a popularizar su espectáculo por toda España: Murcia, Cartagena, Valladolid, Burgos, Vitoria, Pamplona, Bilbao, Zaragoza y Barcelona, fueron alguno de los escenarios que disfrutaron del arte de Sanz. Al finalizar el contrato manda construir los decorados y junto a su compañía de actores mecánicos estrena, ahora como empresario de aquella gran falla mecánica, en el Teatro Principal de Valencia, donde ya había actuado en sus inicios como tenor cómico, para pasar posteriormente al Principal de Castellón de la Plana y al Coliseo Imperial de Madrid donde permaneció por espacio de tres meses. A estos escenarios siguieron: Barcelona , Málaga , Granada, Las Palmas de Gran Canaria, Tenerife y América, a la que regresa de forma periódica y a la que logra fascinar. Durante estos primeros años del siglo XX, su presencia en los mejores teatros de España, Portugal y América era muy habitual alcanzando en todos ellos una aceptación de público y crítica desconocida para un artista de varietés en la época.
Desde la década de los años 20 del siglo XX hasta 1936 fue contratado ininterrumpidamente por los teatros más importantes de Chile, Uruguay, Brasil, México y Cuba.
Su compañía de autómatas con el paso del tiempo llegó a contar con más de veinticinco personajes, siendo los más famosos Don Liborio, Don Venancio, Don Melanio, Juanito, Pepito, Cotufillo y su maestro, El loro charlatán, Srta. Delirio y Frey Volt el orador.
En sus espectáculos Paco Sanz hacía la imitación de una conferencia telefónica y utilizaba efectos de voces a diferentes distancias.
El comienzo de la Guerra Civil coincidió con su regreso a España en barco, procedente de México, por lo que se vio obligado a desembarcar en Le Havre (Francia). Durante su estancia en Francia trabajó en distintos teatros y salas de fiestas de París y otras ciudades francesas. Finalizada la guerra, regresó a Valencia en verano de 1939, donde murió de un ataque cerebral el 8 de octubre.
Sanz fue un hombre muy vitalista que partió de la nada y llegó a ser considerado como el mejor ventrílocuo de su época, como fruto de su trabajo logró tener una gran fortuna que acabó perdiendo por volver a empezar de nuevo, así transcurrió el tiempo de su existencia.
Luis García Berlanga, rescató de su baúl Don Liborio para el filme París-Tombuctú (1999)